# Autorité combinée de la région urbaine de Liverpool
L'autorité combinée de la région urbaine de Liverpool (en anglais : Liverpool City Region Combined Authority - LCRCA) est une autorité combinée du nord-ouest de l'Angleterre, au Royaume-Uni, créée le 1er avril 2014.

## Historique
Une réflexion engagée en 2013 sous l'égide du ministère des communautés et collectivités locales entre les districts du Merseyside et en partenariat avec les entreprises de la région de Liverpool aboutit à la conclusion que la création d'une autorité combinée « améliorerait l'alignement, la coordination et la mise en œuvre des initiatives liées au développement économique et aux transports » et « le processus décisionnel deviendra plus rapide et plus efficace ».
L'autorité combinée est officiellement créée le 1er avril 2014, date de la réunion de son premier conseil.

## Composition
L'autorité combinée regroupe les cinq districts métropolitains du Merseyside, Liverpool, Sefton, Knowsley, St Helens et Wirral, ainsi que Halton.

## Pouvoirs
L'autorité combinée est dotée de pouvoirs en matière de transport, de développement économique et de renouvellement urbain. La politique de transport est assurée par l'organisme fonctionnel Merseytravel.

## Politique et administration
L'autorité combinée est dirigée par un conseil formé des dirigeants des conseils des six collectivités membres, dont le maire de Liverpool. De 2014 à 2017, l'un d'entre eux en assure la présidence. En 2017, un maire de l'autorité combinée est élu.
| Période    | Période  | Identité       | Étiquette          | Qualité |
| ---------- | -------- | -------------- | ------------------ | ------- |
| 8 mai 2017 | En cours | Steve Rotheram | Parti travailliste |         |